# Tangga
Pour les articles homonymes, voir hrc et hrw.
Le tangga (ou tanga) est une des langues de Nouvelle-Irlande, parlée par 5 800 locuteurs, dans la province de Nouvelle-Irlande, îles Tanga, île Anir (Feni) et trois villages de Nouvelle-Irlande.